# ناديجدا سافتشينكو
ناديا فكتوروفنا سافتشنكو (بالأوكرانية: Надія Вікторівна Савченко) (ولدت 11 مايو 1981 في كييف)، ملازم أول في القوات المسلحة الأوكرانية، انتخبت عضوة في المجلس الأعلى الأوكراني. وهي واحدة من أوائل الجنديات الأوكرانيات والأولى التي تتعلم قيادة قاذفة سو-24 ومروحية مي-24. وقبل التحاقها بكلية القوات الجوية في خاركوف، كانت متعاقدة مع القوات المسلحة وأرسلت إلى العراق ضمن وحدة عسكرية أوكرانية في 2004-2005. في منتصف يونيو 2014، اختفت خلال عملية في إقليم شرق أوكرانيا لتظهر بعد ذلك في قبضة الجماعات المسلحة الموالية لروسيا في أوكرانيا.
حكمت محكمة في مدينة دونيتسك بإدانتها في مقتل صحفيين روسيين هما إيغور كورنيليوك وأنطون فولوشين في معارك جنوب شرق أوكرانيا في 2014.
أصدر الرئيس الروسي عفوًا رئاسيًّا في حقها ورحلت إلى أوكرانيا في إطار عملية لتبادل السجناء.

## مرا جع
1. ↑  pace.coe.int (بالإنجليزية), QID:Q111240972
2. ↑  "ناديجدا سافتشينكو: من قائدة طائرة إلى بطلة قومية في أوكرانيا". أوكرانيا برس. 11-3-2016. مؤرشف من الأصل في 17 ديسمبر 2019. اطلع عليه بتاريخ 21-3-201. {{استشهاد بخبر}}: تحقق من التاريخ في: |تاريخ الوصول= (مساعدة)
3. ↑  "محكمة روسية تدين الأوكرانية ناديجدا سافتشينكو بقتل صحفيين روسيين". روسيا اليوم. 21 مارس 2016. مؤرشف من الأصل في 2020-04-26. اطلع عليه بتاريخ 2016-03-21.
4. ↑  "روسيا تفرج عن الأوكرانية ناديا سافتشنكو". 25 مايو 2016. مؤرشف من الأصل في 2016-08-21. اطلع عليه بتاريخ 2016-05-26.